# Stazione di Monselice
La stazione di Monselice è una stazione ferroviaria posta sulla linea Padova-Bologna e capolinea della linea per Mantova. Serve la città di Monselice.
La gestione degli impianti è affidata a Rete Ferroviaria Italiana, società del gruppo Ferrovie dello Stato.

## Storia
La stazione fu attivata l'11 giugno 1866 come parte della tratta Padova–Rovigo della linea Padova-Bologna.
Il 16 maggio 1885, con l'attivazione della linea per Mantova, divenne stazione di diramazione.
Il fabbricato viaggiatori originario, distrutto durante la seconda guerra mondiale, venne sostituito, al termine del conflitto, da un edificio a due piani in stile moderno inaugurato nel 1949.

## Servizi
La stazione dispone di:
- Biglietteria (anche self service 24/24h)
- Sottopassaggio pedonale
- Bar
- Edicola (all'interno del bar)
- Parcheggio di scambio (auto, bici, taxi)